# Hotnja
Hotnja je naseljeno mjesto u Republici Hrvatskoj u Zagrebačkoj županiji. 

## Zemljopis
Administrativno je u sastavu općine Pokupsko. Naselje se proteže na površini od 11,05 km².

## Stanovništvo
Prema popisu stanovništva iz 2001. godine naselje je imalo 252 stanovnika i to u 82 kućanstva. Gustoća naseljenosti je iznosila 22,81 st./km².

Prema popisu stanovništva 2011. godine naselje je imalo 236 stanovnika.
| broj stanovnika | 440   | 514   | 480   | 619   | 653   | 734   | 646   | 712   | 672   | 627   | 528   | 391   | 302   | 260   | 252   | 236   | 211   |
|                 | 1857. | 1869. | 1880. | 1890. | 1900. | 1910. | 1921. | 1931. | 1948. | 1953. | 1961. | 1971. | 1981. | 1991. | 2001. | 2011. | 2021. |